# Награђени краљевачки писци
Награђени краљевачки писци је страница посвећена краљевачким писцима и њиховим књижевним наградама.

## Краљевачки писци
Дејан Алексић, 1972- писац и главни и одговорни уредник часописа Повеља.
•	Прва награда на фестивалу Ратковићеве вечери поезије  (1994)
•	Прва Награда на Југословенском Фестивалу поезије младих у Врбасу, 1995, Зајечару 1996. и  Подгорици 1997.
•	,,Бранкова награда”  за књигу песама Потпуни говор (1996)
•	Просветина награда и награда ,,Матићев шал”, за књигу песама Свагдашњи час (2000)
•	,,Српско перо”, за најбољу причу (2002)
•	Награда Радио Београда за најбољу причу за децу, 2004. и 2008.
•	За књигу за децу Пустоловине једног зрна кафе, добио је награду ,,Невен”, ,,Гомионица” на Сајму књига у Бањалуци и награду ,,Политикиног забавника” (2005)
•	Награда ,,Бранко Миљковић“  за књигу песама После (2006)
•	Награда ,, Невен”,за књигу за децу На пример  (2007)
•	Награда Змајевих дечјих игара за изузетни допринос изразу у књижевности за децу (2008)
•	За књигу за децу Музика тражи уши, добио је ,,Сребрно Гашино” перо, (2008), ,,Златно звонце популарности” и ,,Доситејево перо” (2009)
•	,,Златна струна” Смедеревске песничке јесени, за песму Веће  (2009)
•	Награда Сану из Фонда ,,Бранко Ћопић“, за књигу песама Довољно, (2009)
•	Награда ,,Гомионица“ на Сајму књига у Бањалуци, за књигу Прича о доброј метли  (2010)
•	Пекићева стипендија, за драму Вина и пингвина  (2010)
•	Награда Радио НС за најбољу радио драму за децу (2012)
•	Награда  ,,Меша Селимовић“, за књигу песама Једино ветар  (2012)
•	Октобарска награда Града Краљева, за допринос култури и стваралаштву (2012)
•	За књигу прича за децу Кога се тиче како живе приче Награда Сајма књига у Београду и Сребрно Гашино перо (2013)
•	Награда ,,Ристо Ратковић” и ,,Змајеa наградa” Матице српске за књигу песама Бити (2014)
•	 ,,Доситејево перо“ за књигу за децу Мали огласи и још понешто (2015)
•	,,White Raven” за књигу прича за децу Кога се тиче како живе приче, (2015)
•	За роман  Ципела на крају света, добио је награду ,,Мали принц“ ,,Политикин забавник“ и  награду ,,Плави чуперак“ (2015)
•	,,Раде Обреновић“ за роман за децу Чудесни подвизи Азбучка првог, (2015)
•	Кондир Косовке девојке за књигу песама У добар час (2016)
•	 ,,Златно гашино перо” и ,,Змајев штап” за укупан књижевни опус за децу (2017)
•	Награда Радио Београда за радио-драму Надградња ( 2019)
•	За књигу песама Радно време раја ,,Мирослав Антић и награду ,,Васко Попа“ (2019)
•	За књигу за децу Драма у подруму госпође Јоје, Награда Града Ниша ,,Малени цвет“, и Награда ,,Мали принц“ (2020) 
•	Златни кључић Смедеревске песничке јесени, за свеукупно књижевно дело за децу (2022)
•	Награда „Душан Радовић” и  Награда „Гордана Брајовић, за књигу прича Мало-мало па слон  (2022)
•	Награда „Шушњар” за књигу песама Уради сам (2022)
•	Награда „Владан Десница” и Награда „Милош Црњански”, за роман Петља (2022)
Дејан Вукићевић, 1965-2022 библиотекар и писац.
•	Награда „Стојан Новаковић”, за књигу Дело: 1955-1992. (2007)
•	Награда „Марија Илић Агапова”, у Библиотеци града Београда за најбољег библиотекара града Београда (2012)
•	Награда „Стојан Новаковић”, за Библиографију српских енциклопедија и лексикона (2014)
•	Награда „Јанко Шафарик”, за укупан допринос развоју библиотечко-информационе делатности у земљи (2019)
•	Награда „Дејан Медаковић”, за књигу NON IMPRIMATUR или цензура у библиотекарству и издаваштву (2020)
Емилија Димовска, 1958- библиотекар и писац
•	Добитник је неколико награда на књижевним конкурсима за приче.
•	Годишњa наградa Књижевног клуба Краљево из донације Хранислава Милошевића, за рукопис Мртва природа. (2003)
Александар Марић, 1973- песник, уредник за поезију у Поетикум издаваштву.
Добитник је награде за прву књигу СКЦ Крагујевац (2003),
Награде Богдан Мрвош (2005),
Годишње награде Књижевног клуба Краљево из фонда др Хранислава Милошевића (2014),
Гордана Тодоровић (2014),
Годишње награде Матице Српске-Друштва у Црној Гори (2021).
Милош Милишић, 1958- песник
•	Новембарска награда КПЗ  (1987)
•	Октобарска награда  Града Краљева (2011)
•	Песме су му награђиване на више фестивала бивше Југославије: Југословенски фестивал поезије младих (Загреб), 
•	Смедеревска песничка јесен (Смедерево), 
•	Лимске вечери поезије (Прибој на Лиму),
•	Ратковићеве вечери поезије (Бијело Поље) и београдском Сајму књига (1996)
•	Годишња награда Књижевног клуба Краљево из донације др Хранисалава Милошевића  за рукопис песама Нек реке теку (2016)
•	Годишња награда листа Борба за најбољег дописника (1999)
Живорад Недељковић, 1959- писац и уредник у часопису Повеља.
Добитник је бројних награда на фестивалима за младе песнике Југославије.
•	Златне струне на Смедеревској песничкој јесени 1990. године.  
•	Награде Дисовог пролећа, за први необјављени песнички рукопис 1991. године. 
•	Змајеве награде Матице српске и Награду Бранко Миљковић добио је за збирку Тачни стихови (2001)
•	Награде Ђура Јакшић, за збирку Негде близу (2004)
•	Збирка Овај свет награђена је признањима Меша Селимовић и Јефимијин вез (2010)
•	Награда Васко Попа, добио је за збирку Талас. 
•	Награда Раде Драинац,  за збирку Улазак (2015)
•	Дисова награда за укупно стваралаштво (2011) 
•	Грачаничка повеља , за укупно стваралаштво (2015)
•	Жичка хрисовуља (2016)
•	Награда  Десанка Максимовић (2022)
Иван Новчић, 1972- рођен у Краљеву. Своје радове објављивао је у значајним часописима за културу и уметност. Главни је и одговорни уредник Центра за афирмацију стваралаштва – Поетикум.
•   Награда Тома Радосављевић (2015)
•	Награда Србољуб Митић (2019)
•	Награда Дома културе Ивањица (2020)
•	Награда ГорданаТодоровић(2021)
•	Награда СтојанСтепановић (2021)
•	Награда Матицесрпске у Црнојгори (2022)
•	Награда Златна сова (друга награда, 2022)
Горан Петровић, 1961- писац и академик.
•	Награда „Борислав Пекић”, за синопсис романа Опсада цркве Светог Спаса  (1994) 
•	Просветина награда, за књигу кратке прозе Острво и околне приче (1996) 
•	Награда „Меша Селимовић”, за роман Опсада цркве Светог Спаса (1998)
•	Награда „Рачанска повеља”, за роман Опсада цркве Светог Спаса (1999).
•	НИН-ова награда, за роман Ситничарница „Код срећне руке” (2000)
•	Награда „Златни сунцокрет”, за роман Ситничарница „Код срећне руке” (2001)
•	Награда Народне библиотеке Србије за најчитанију књигу године, за роман Ситничарница „Код срећне руке” (2002)
•	Награда „Борисав Станковић”, за књигу кратке прозе Ближњи (2003)
•	Награда „Светозар Ћоровић”, за роман Разлике (2006)
•	Андрићева награда, за роман Разлике (2007)
•	Награда „Кочићева књига”, за драму Матица, Бања Лука (2011)
•	Награду „Лаза Костић”, за књигу кратке прозе Испод таванице која се љуспа (2011)
•	Награда „Златни крст кнеза Лазара” (2014)
•	Велика награда „Иво Андрић”, за животно дело (2018)
•	Награда „Вељкова голубица”, за свеукупно приповедачко стваралаштво (2018)
•	Награда „Григорије Божовић”, за  Изабрана дела (2019)
•	Награда „Станислав Лем” (2020)
•	Награда „Златна књига Библиотеке Матице српске” (2021)
•	Награда „Рамонда сербика” (2022)
•	Награда „Бескрајни плави круг”, за роман Иконостас (2022) 
•	Награде Вукове задужбине, за уметност, за двокњижје Папир са воденим знаком и Иконостас. 
•	Књижевна награда „Београдски победник”, за роман Папир са воденим знаком. 
•	Награда „Владан Десница”, за роман Иконостас (2023) 
Петровић је и добитник Октобарске награде града Краљева као и неколико  иностраних књижевних награда у Русији и Француској.
Милоје Радовић, 1955- библиотекар саветник у пензији,  писац, аутор бројних иновативних пројеката у раду са децом, промотер књига, читања и библиотечког рада.
•	Награда Библиотекарског друштва Србије за Најбољег библиотекара у јавној Народној библиотеци Србије (2010)
•	Награда „Чика Влада Беланијан“, за допринос развоју библиотекарства, коју додељује Народна библиотека „Др Душан Радић“, Врњачка Бања,  (2021)
•	Друга награда на конкурсу Вукови ластари (2001) 
•	 Прва награда на анонимном конкурсу часописа Улазница (2002)
•	Годишња награда Књижевног клуба Краљево из Фонда др Хранислава Милошевића (2007)
•	Награда за књижевност за децу „Момчило Тешић” за књигу Мала прича о великој Жичи
•	Награда „Кондир Косовке Девојке“, у оквиру  манифестације „Видовданско песничко бденије“  Грачаница (2023)
•	Друга награда Савеза бораца Србије из фондације Драгојло Дудић за књигу Лептирова одбрана  (2023)
Верослав Стефановић, 1951- песник и секретар часописа Повеља
На фестивалу младих у Књажевцу награђен је за циклус песама.
Добитник је Годишње награде Књижевног клуба из Фонда др Хранислава Милошевића за рукопис књиге Детаљи негатива 2004.
Гордана Тимотијевић, 1954- радила је као уредник за прозу, превод и дечија издања у издавачкој делетности Библиотеке „Стефан Првовенчни” од 2006. до 2021. Пише романе, приче, бајке, позоришне представе и песме за децу.
•	Сребрно Гашино перо за књигу Владимир из чудне приче (2002)
•	Награда Змајевих дечјих игара за стваралачки допринос савременом изразу у књижевности за децу (2007)
•	„Сребрно Гашино перо”, награда „Невен“ и Награда „Гордана Брајовић  за књигу  Свракин сат (2010)
•	Награда Змајевих дечјих игара „Раде Обреновић”  за књигу Седмо краљевство (2012)
•	Награда „Гомионица” Међународног сајма књига у Бањалуци за књигу  Седмо краљевство (2013)
•	„Златно Гашино перо” за целокупно литерарно стваралаштво и допринос  књижевности за децу (2013)
•	Награда „Доситејево перо” и „Момчило Тешић“ за књигу Сличице (2018)
•	Награда „Медијана“ за целокупно литерарно стваралаштво (2023)
Едиција „Знамените Српкиње из пера књижевница за децу“ у којој је и Горданина књига Звезда међу звездицама – Мина Караџић добила је ове награде:
•	Награду „Даница Марковић“ за издавачки подухват 
•	Најбоља књига на херцегновском сајму Трг од књига 
•	Награда  „Ступље“ бањалучког сајма књига.  
•	Награда за Дечју књигу на 65. Међународном сајму књига у Београду.
Драган Хамовић 1970- песник, прозаист, есејиста, историчар књижевности и књижевни критичар.
•	„Милан Богдановић“ за критику Отето из пера или:воља за говор, (2006)
•	Наградa САНУ Задужбине Бранка Ћопића, за збирку песама Матична књига  (2008)
•	„Змајев песнички штап“ Змајевих дечјих игара и награда „Момчило Тешић“, за збирку Змај у јајету (2014)
•	Октобарска награда града Краљева, за укупни књижевни рад (2016)
•	„Ђорђе Јовановић“, За монографију Пут ка усправној земљи. Модерна српска поезија и њена културна самосвест (2016)
•	Змајева награда Матице српске, За књигу песама Меко језгро (2017)
•	„Одзиви Филипу Вишњићу“ (2019) 
•	„Гордана Брајовић“ за збирку песама Рођен као змај (2020)
•	„Грачаничка повеља“ (2020)
•	„Гомионица“ на Сајму књига у Бањалуци (2020)
•	Награде „Григорије Божовић“  и „Данко Поповић“ за роман  Род ораха (2023)